# روبرت براون غاردنر
روبرت براون غاردنر (بالإنجليزية: Robert Brown Gardner)‏ هو رياضياتي أمريكي، ولد في 27 فبراير 1939 في تاريتاون في الولايات المتحدة، وتوفي في 5 مايو 1998.